# Tarawa, het bloedige atol
Tarawa, het bloedige atol (voorheen: Tarawa, de bloedige atol, Frans: Tarawa, atoll sanglant) is een Belgische stripreeks getekend door Victor Hubinon op scenario van Jean-Michel Charlier.

## Het verhaal
Het verhaal speelt zich af tijdens de Tweede Wereldoorlog, wanneer Tarawa bezet werd door de Japanners en vanaf 20 november 1943 het de bloedige locatie was van de Slag om Tarawa.
Het eerste deel van het verhaal begint in Pearl Harbor, eind oktober 1943. Oorlogscorrespondent Sid Callahan vertrekt samen met Tim Barkley van The Evening en fotograaf Rock J. Lang van de Yank aan boord van de U.S.S. Blisterbutt naar basis X-33. Dit is het verzamelpunt voor de Amerikaanse vloot, om een aanval te wagen op Tarawa.

## Publicatiegeschiedenis
Het verscheen aanvankelijk van 17 oktober 1948 tot 6 november 1949 in het tijdschrift Le Moustique. Albert Weinberg was destijds Hubinons assistent en tekende voor deze strip voornamelijk de decors. Begin jaren 50 verscheen het oorspronkelijk in albumvorm bij uitgeverij Dupuis. Enkele decennia later werd het ingekleurd en herwerkt. De ingekleurde versie verscheen voor het eerst in 1974 in het tijdschrift Spirou/Robbedoes. Deze ingekleurde versie werd vervolgens uitgegeven in twee albums.

## De vliegtuigen in de strip
- Curtiss Wright SOC Seagull
- Douglas SBD Dauntless
- Curtiss SB2C Helldiver
- Mitsubishi A6M Zero
- Consolidated B-24 Liberator
- Grumman TBF Avenger
- Chance Vought F4U Corsair
- Grumman F6F Hellcat
- North American B-25 Mitchell